# Európai Oktatáskutatók Szövetsége
Az Európai Oktatáskutatók Szövetsége (angol nevén: European Educational Research Association) az európai oktatáskutatók nemzeti és regionális egyesületeit összefogó nemzetközi szervezet. A szövetség 1994-ben alakult, székhelye Berlinben van. Az Európai Oktatáskutatók Szövetsége alapító tagja az Oktatáskutatási Világszövetségnek (WERA)

## Tagszervezetek
- Albánia: CDE (tagjelölt)
- Ausztria: ÖFEB
- Belgium: VFO és ABCEduc
- Ciprus: CPA és KEB-DER
- Csehország: CAPV
- Dánia: NERA
- Egyesült Királyság: BERA és SERA
- Észtország: EAPS
- Fehéroroszország: (IE)
- Finnország: FERA és NERA
- Franciaország: ECSE
- Görögország: HES
- Hollandia: VOR
- Horvátország: ZISR (tagjelölt)
- Izland: NERA
- Írország: ESAI
- Kazahsztán: KERA
- Lengyelország: PTP
- Litvánia: LERA
- Magyarország: HERA
- Málta:  (tagjelölt)
- Németország: DGfE
- Norvégia: NERA
- Olaszország: SIPED
- Örményország: ERAC[halott link] (tagjelölt)
- Portugália: SPCE és CIDInE
- Románia: (tagjelölt)
- Spanyolország: AIDIPE és SEP
- Svájc: SSRE
- Svédország: NERA
- Szerbia: DIOS
- Szlovákia: SERS
- Szlovénia: SLODRE
- Törökország: EAB és EARDA